# Quarryville
Quarryville es un borough ubicado en el condado de Lancaster, Pensilvania, Estados Unidos. Tiene una población estimada, a mediados de 2022, de 2843 habitantes.

## Geografía
La localidad está ubicada en las coordenadas 39°53′44″N 76°9′43″O / 39.89556, -76.16194 (39.895528, -76.162022).

## Demografía
Según el censo de 2000, en ese momento los ingresos medios de los hogares de la localidad eran de $35,798 y los ingresos medios de las familias eran de $44,000. Los hombres tenían ingresos medios por $38,550 frente a los $23,989 que percibían las mujeres. Los ingresos per cápita para la localidad eran de $19,105. Alrededor del 7.1% de la población estaba por debajo de la línea de pobreza.
De acuerdo con la estimación 2017-2021 de la Oficina del Censo, los ingresos medios de los hogares de la localidad son de $66,793 y los ingresos medios de las familias son de $77,689. Alrededor del 16.3% de la población está por debajo de la línea de pobreza.